# ニュートンの定理

ニュートンの定理 (ニュートンのていり、英語: Newton's theorem) とは、四角形に関する幾何学の定理である。

## 定理
内接円を持つ菱形以外の四角形の内接円の中心はニュートン線を通る。

## 証明
内接円をもつ四角形ABCDで、AB=a、BC=b、CD=c、AD=d、内接円の中心をP、半径をrとする。
ピトーの定理より、a+c=b+dなので、
{\displaystyle {\begin{aligned}&A(\triangle PAB)+A(\triangle PCD)\\=&{\tfrac {1}{2}}ra+{\tfrac {1}{2}}rc={\tfrac {1}{2}}r(a+c)\\=&{\tfrac {1}{2}}r(b+d)={\tfrac {1}{2}}rb+{\tfrac {1}{2}}rd\\=&A(\triangle PBC)+A(\triangle PAD)\end{aligned}}}
よって、アンの定理よりニュートン線上にある。